# ヨン・バルケ

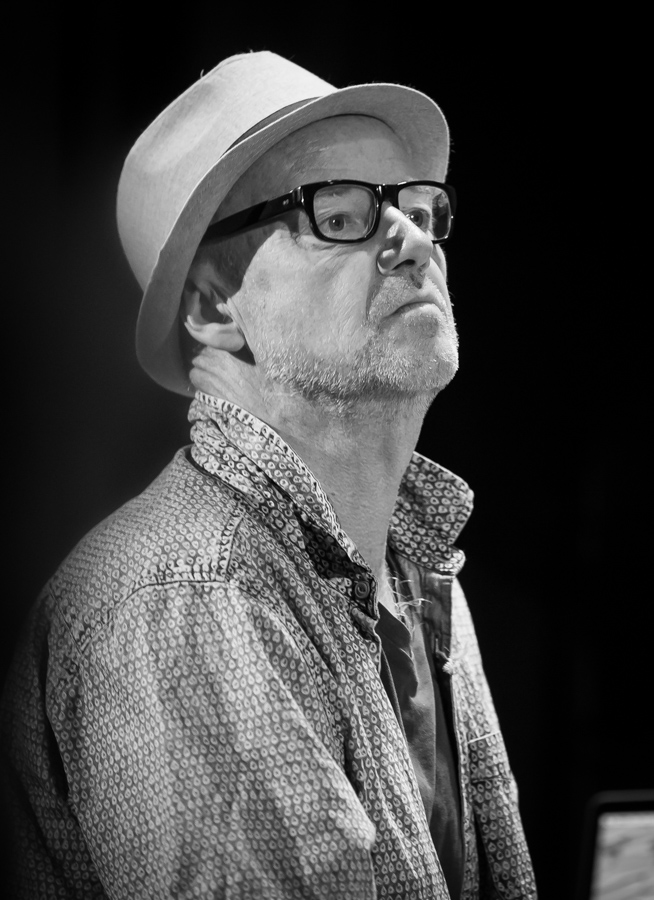
ヨン・バルケ（2016年）

ヨン・バルケ（Jon Balke、1955年6月7日 - ）は、ノルウェーのジャズ・ピアニスト、キーボーディスト。

## 経歴
「オスロ13」「Masqualero」「Jøkleba」のメンバーとして活動してきた。また、自身の率いるバンドとしてマグネティック・ノース・オーケストラや「Batagraf」「Siwan」がある。
ワールドミュージックの要素を強く出しているアルバムもあり、『Siwan』においてアラブ音楽を取り上げたり、『Say and Play』においては西アフリカの楽器を取り入れたりしている。

## 評価
- アルメニア出身のピアニスト、ヴァルダン・オヴセピアン（Vardan Ovsepian）は菊地成孔との対談においてコンテンポラリーなジャズでは特にスカンディナヴィアのアーティストを尊敬しており、ヨン・バルケ、クリスチャン・ヴァルムルーには注目していると述べたことがある。[3]

## ディスコグラフィ

### リーダー・アルバム
- 『ファーザー』 - Further (1994年、ECM)
- 『ローター』 - Rotor (1997年、Curling Legs)
- Saturation (1998年、Jazzland/EmArcy)
- Solarized (1999年、EmArcy) ※マグネティック・ノース・オーケストラ名義
- Kyanos (2002年、ECM) ※マグネティック・ノース・オーケストラ名義
- 『トライアローグ』 - Trialogue (2003年、Imogena) ※with ラース・ムラー、モーテン・ルンド
- Diverted Travels (2004年、ECM) ※マグネティック・ノース・オーケストラ名義
- Book of Velocities (2006年、ECM)
- Siwan (2008年、ECM)
- Say and Play (2009年、ECM)
- The Adventures of a Polar Expedition (2010年、Cowbell Music) ※with ハンス・ウルリク、ベンヤミン・コペル、パレ・ダニエルソン、アレックス・リール
- Magnetic Works (2012年、ECM) ※マグネティック・ノース・オーケストラ名義
- Warp (2014年、ECM)
- Nahnou Houm (2017年、ECM)
- Discourses (2020年、ECM)

### Jøkleba
- On and On (1991年、Odin)
- JøKleBa! (1993年、Norsk Plateproduksjon)
- JøKleBa Live (1996年、Curling Legs)
- Nu Jøk? (2011年、EmArcy, Universal Music Norway)
- Magnetic Works 1993-2001 (2012年、ECM) ※コンピレーション[2][4]
- Outland (2014年、ECM)

### Batagraf
- Statements (2005年、ECM)
- Say and Play (2011年、ECM)
- On Anodyne (2016年、Grappa)
- Delights of Decay  (2018年、Jazzland)

### 参加アルバム
ラドカ・トネフ
- 『イットゥ・ドント・カム・イージー』 - It Don't Come Easy (1979年、PolyGram)
- 『バタフライ』 - Butterfly (2008年、Curling Legs) ※1976–1977年録音

Masqualero
- Masqualero (1983年、Odin)
- Bande a Parte (1985年、ECM)

オスロ13
- Anti-Therapy (1983年、Odin)
- Off Balance (1987年、Odin)
- 『ノンセントレーション』 - Nonsentration (1992年、ECM)
- Oslo 13 Live (1994年、Curling Legs)

その他
- アリルド・アンデルセン : 『クラウズ・イン・マイ・ヘッド』 - Clouds in My Head (1975年、ECM)
- カーリン・クローグ with アーチー・シェップ : 『ハイ・フライ』 - Hi-Fly (1977年、Compendium)
- Lars Klevstrand and Guttorm Guttormsen Kvintett - Høysang (1978年、NorDisc)
- Various Artists : Club 7 jubileumsplate (1978年、Club 7) ※Kråbøl、E'olénの収録曲に参加
- E'Olen : E'Olen (1979年、Mai)
- Göran Klinghagen : A Hip Hop (1986年、Dragon)
- Jazzpunkensemblet : Live at Rockefeller (1991年、Odin)[1]
- Miki N'Doye Orchestra : Joko (2002年、ACT)
- マティアス・アイク : 『ザ・ドアー』 - The Door (2007年、ECM)